# VII Concílio de Toledo
O VII Concilio de Toledo no Reino Visigodo começou em 18 de novembro de 646, assistindo quarenta e um bispos (pessoalmente ou por delegação).
A Lei sobre a traição foi referendada acrescentando-se o castigo de excomunhão para os culpados. Estabeleceu-se que qualquer clérigo, independentemente da sua posição na hierarquia eclesiástica, se fosse ao estrangeiro desenvolver actividades contrárias ao rei e aos godos, ou se ajudasse um laico em tal forma, seria degradado e convertido em penitente perpétuo (só era dada a comunhão em final de sua vida); qualquer clérigo estava proibido de administrar sacramentos ao penitente, e aquele que o fizesse, inclusive sob ordem direta do rei, seria anatematizado e estaria sujeito às mesmas penas; as propriedades do culpado passariam ao Tesouro, e se o rei decidisse devolver-lhe os seus bens só o poderia fazer num máximo de vinte por cento. 
No primeiro cânone do Concílio os Bispos declaravam que se um laico se rebelasse e proclamasse rei, todo o bispo e sacerdote que o ajudasse seria excomungado. Se o usurpador conseguisse o trono e não se podendo castigar os clérigos ajudantes, seriam castigados quando o usurpador morresse.
Neste Concilio foi nomeado Arcebispo de Braga o bispo Fructuoso, que era bispo de Dumium. Outra nomeação do mesmo ano é o de Eugenio II (+ 657), arquidiácono de Saragoça, como bispo metropolitano de Toledo.
Uma curiosa norma do Concilio estabelecia que os bispos das sedes próximas à capital do reino, deveriam passar um mês em Toledo, por reverência ao rei e em honra da sede real e do bispo metropolitano. Haveria uns nove bispados na Bética, uns doze em Lusitania, uns oito em Galiza, uns catorze na Tarraconense e sete na Narbonense, além dos correspondentes arcebispados. Alguns bispados teriam carácter temporário, pois a lista de todos os conhecidos atinge oitenta e dois. 
No concílio tocou-se o tema da conduta irregular que observavam os eremitas vagabundos. Decidiu-se que se deveriam enclausurar nos conventos da sua ordem, para se evitarem irregularidades e queixas.
O Concilio estabeleceu que os bispos de Galiza não poderiam perceber mais de dois salários pelos direitos de visita à cada paróquia, e as igrejas monásticas estariam isentas de pagamento. Nas visitas anuais o bispo não poderia levar um séquito de mais de cinquenta pessoas nem permanecer mais de um dia em cada paróquia.